# Wild Animal
Wild Animal — мини-альбом немецкой метал-группы Running Wild, выпущенный западногерманским совместным предприятием двух звукозаписывающих лейблов EMI и Noise Records 13 января 1990 года в форматах 12-дюймовой пластинки со скоростью вращения 45 оборотов в минуту и компакт-диска. Выпуск EP предварял начало крупного европейского тура в поддержку предыдущего полноформатного студийного альбома Death or Glory и служил рекламой этой серии концертных выступлений.

## Об альбоме
Миньон записывался в октябре 1989 года в 24-дорожечной студии Studio M, в посёлке Махтзум, Хильдесхайм, Нижняя Саксония, всего спустя пару месяцев после сессий Death or Glory. Как вспоминал лидер немецкого квартета Рок-н-Рольф в своём интервью изданию Rock Hard, к началу сессий Running Wild имели в наличии три собственных песни, четвёртой планировали сделать кавер-версию «Sin City» из классического альбома AC/DC — Powerage. Музыканты уже закончили запись партий ударных, баса и ритм-гитары, когда у них появилась ещё одна собственная композиция — «Störtebeker». Поэтому запись кавера просто забросили.
При записи пластинки музыканты продолжили сотрудничество с звукорежиссёром Яном Немецем. Продюсированием занимался привычно Рок-н-Рольф. Функции исполнительного продюсера взял на себя основатель и владелец Noise Records Карл-Ульрих Вальтербах. Обложку заказали у тандема художников: Андреаса Маршалла и Беккера Деруэ. Это был первый опыт сотрудничества группы с Маршаллом, известным своими работами со множеством немецких коллективов. Впоследствии многие релизы Running Wild оформлялись им. Также это последняя работа с гитаристом Майком Моти и барабанщиком Иэна Финли. Финли покинул группу вскоре после записи, а Моти летом 1990 года, по окончании крупного европейского турне Death or Glory Tour.

## Восприятие
В ретроспективных обзорах работа удостоилась благоприятных отзывов специалистов. Редактор немецкого вебзина metal.de Колин Бютнер назвал музыкальный материал миньона действительно достойным, убедительным доказательством того, что в момент его создания группа находилась на пике своего развития. «„Wild Animal“, „Störtebecker“ и „Tear Down the Walls“ были бы одними из лучших на всех предыдущих альбомах,— пишет он, — а переработанная „Chains and Leather“ здесь представлена в своём наилучшем виде». Марсель Рапп из Powermetal.de выразил мнение, что музыка EP производит однородное впечатление с Death or Glory. Подобную точку зрения выразил и американский интернет-сайт Sputnikmusic. Его обозреватель полагал, что качество треков хорошо показывает степень творческого потенциала и вдохновения группы в то время. Лишь «Tear Down the Walls» ему показалась довольно посредственной. Sputnikmusic заключил, что мини-альбом обязателен к прослушиванию поклонниками ансамбля, а «отчётливо слышимый бас придаёт песням дополнительный приятный оттенок».

## Судьба песен
Материал мини-диска неоднократно включался в поздние издания альбома Death or Glory в качестве бонус-треков. В 1999 году лейбл Noise Records переиздал Death or Glory в полностью ремастированном виде (в том числе и эти песни).
Если не учитывать одну из старейших песен «Chains and Leather», в концертную программу коллектива на момент выхода миньона попала только титульная композиция. Она исполнялась в завершающей фазе Welcome to Port Royal Tour, а также в ходе Death or Glory Tour и Blazon Stone Tour.
В сборниках и трибьют-альбомах Running Wild музыка из «Wild Animal» не фигурировала, опять же — без учёта «Chains and Leather».

## Список композиций
| №  | Название             | Текст песни    | Музыка         | Длительность |
| -- | -------------------- | -------------- | -------------- | ------------ |
| 1. | «Wild Animal»        | Рольф Каспарек | Рольф Каспарек | 4:11         |
| 2. | «Chains and Leather» | Каспарек       | Каспарек       | 5:42         |

| №                   | Название              | Текст песни         | Музыка              | Длительность |
| ------------------- | --------------------- | ------------------- | ------------------- | ------------ |
| 1.                  | «Tear Down the Walls» | Майк Моти           | Каспарек            | 4:15         |
| 2.                  | «Störtebeker»         | Каспарек            | Майк Моти           | 4:06         |
| Общая длительность: | Общая длительность:   | Общая длительность: | Общая длительность: | 18:14        |

## Участники записи
| Running Wild: - Рок-н-Рольф (Рольф Каспарек) — гитара, вокал, музыкальный продюсер - Майк Моти — соло-гитара - Йенс Беккер — бас-гитара - Иэн Финли — ударные | Технический персонал: - Ян Немец — звукорежиссёр - Карл-Ульрих Вальтербах — исполнительный продюсер - Андреас Маршалл — иллюстратор |